# Gouragués
Pour les articles homonymes, voir Gurage.
Les Gouragués forment un ensemble de peuples vivant dans le sud/sud-ouest de l'Éthiopie, dans la Région des nations, nationalités et peuples du Sud.

## Ethnonymie
Selon les sources et le contexte, on observe de multiples formes : Gerage, Gerawege, Gouragé, Gouragés, Gouraghé, Gouraghié, Gouragué, Gouragués, Gurage, Gurages, Guraghe, Guragié, Gurague.

## Population
En Éthiopie, lors du recensement de 2007 portant sur une population totale de 73 750 932 personnes, 1 859 831 se sont déclarées « Guragie ».

## Langue
Il existe plusieurs langues gouragué, qui font toutes partie de la famille des langues éthiosémitiques. 